# Jean Ziegler

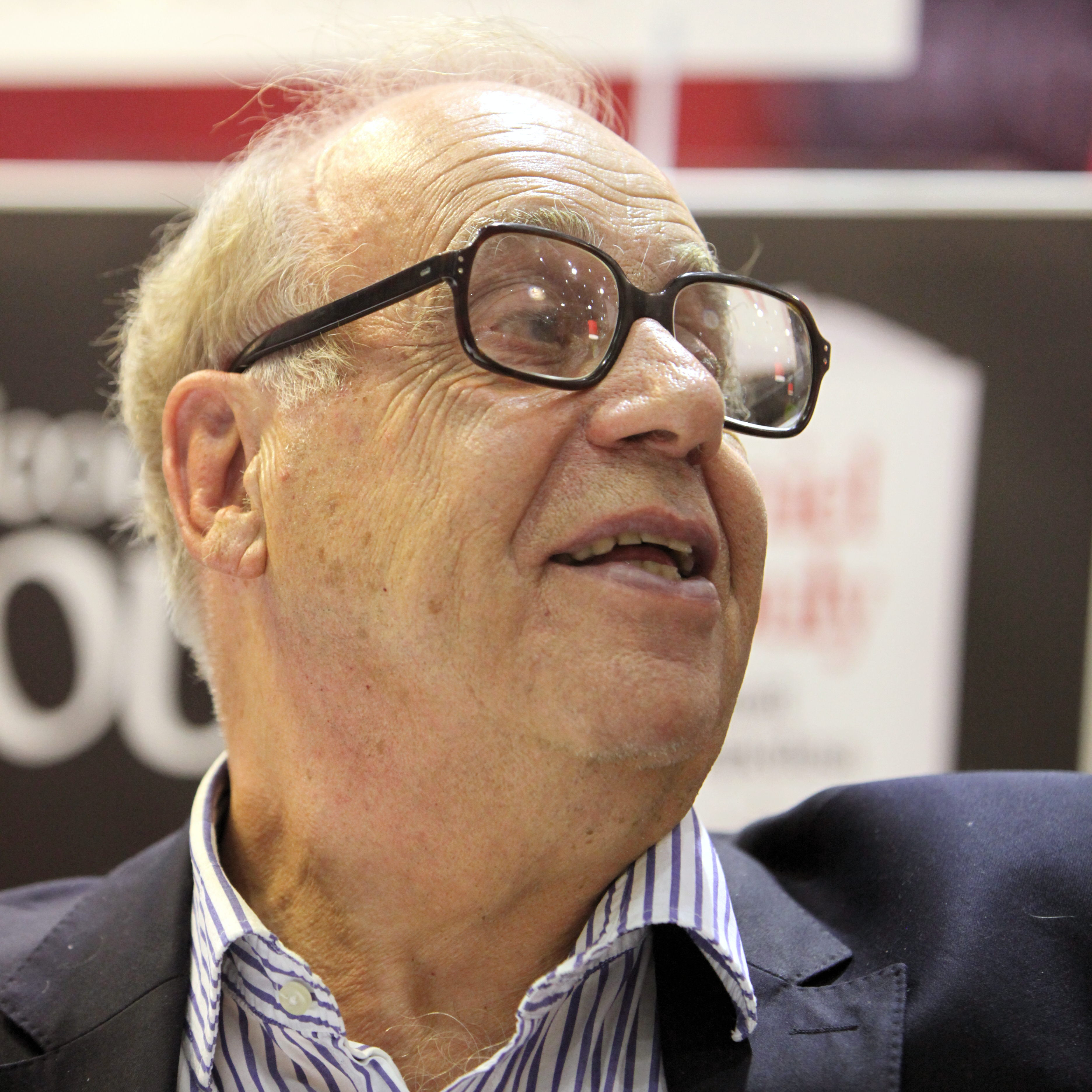
Jean Ziegler, Geneva book fair 2011

Jean Ziegler, ursprungligen Hans Ziegler, född 19 april 1934 i Thun, är en schweizisk före detta professor i sociologi vid Genève universitet och Sorbonne, Paris. Han var även politiker och representerade Socialdemokraterna i det federala parlamentet 1981–1999 och innehade flera positioner inom FN.

## FN-uppdragen
Under sina uppdrag för FN arbetade han bland annat med frågan om jordbruk kontra biobränslen. I den frågan var han mycket tydlig med vad han ansåg. Att det är ett brott mot mänskligheten att omvandla produktiv jordbruksmark till mark som bränns ner till biobränsle. Detta, menar han, leder till hungersnöd och måste stoppas.